# Collegio di Rugby
Rugby è un collegio elettorale inglese situato nel Warwickshire, nelle Midlands Occidentali, rappresentato alla Camera dei comuni del Parlamento del Regno Unito. Elegge un membro del parlamento con il sistema first-past-the-post, ossia maggioritario a turno unico; l'attuale parlamentare è John Slinger del Partito Laburista, che rappresenta il collegio dal 2024.

## Estensione
- 1885-1918: la divisione sessionale di Rugby, Southam, Burton Dassett and Kingston e Kenilworth (eccetto le parrocchie di Lillington e Milverton).
- 1918-1950: i distretti rurali di Farnborough, Monks Kirby, Rugby and Southam, il distretto rurale di Brailes (eccetto le parrocchie di Ilmington e Stretton-on-Fosse), le parrocchie di Charlcote, Combrook, Compton Verney, Eatington, Kineton, Loxley, Moreton Morrell, Newbold Pacey, Wellesbourne Hastings e Wellesbourne Mountford nel distretto rurale di Stratford-on-Avon, ed il distretto urbano di Rugby.
- 1950-1974: il Municipal Borough of Rugby ed il distretto rurale di Rugby.
- 1974-1983: il borgo di Rugby ed il distretto rurale di Rugby come modificato dal The West Midlands Order 1965 and The Coventry Order 1965.
- dal 2010: il ward del borgo di Nuneaton and Bedworth di Bulkington, ed i ward del borgo di Rugby di Admirals, Avon and Swift, Benn, Bilton, Brownsover North, Brownsover South, Caldecott, Earl Craven and Wolston, Eastlands, Fosse, Hillmorton, Lawford and King's Newnham, New Bilton, Newbold, Overslade, Paddox e Wolvey.

## Membri del parlamento
| Elezione | Elezione     | Deputato              | Partito               |
| -------- | ------------ | --------------------- | --------------------- |
|          | 1885         | Henry Peyton Cobb     | Liberale              |
|          | 1895         | Richard Verney        | Conservatore          |
|          | 1900         | Corrie Grant          | Liberale              |
|          | Gen 1910     | John Baird            | Conservatore          |
| 1922     | Euan Wallace |                       | Conservatore          |
|          | 1923         | Ernest Brown          | Liberale              |
|          | 1924         | David Margesson       | Conservatore          |
|          | 1942 (S)     | William Brown         | Indipendente          |
|          | 1950         | James Johnson         | Laburista             |
|          | 1959         | Roy Wise              | Conservatore          |
|          | 1966         | William Price         | Laburista             |
|          | 1979         | Jim Pawsey            | Conservatore          |
|          | 1983         | Collegio abolito      | Collegio abolito      |
|          | 2010         | Collegio ri-istituito | Collegio ri-istituito |
|          | 2010         | Mark Pawsey           | Conservatore          |
|          | 2024         | John Slinger          | Laburista             |

## Elezioni

### Elezioni negli anni 2020
| Partito                    | Partito                                           | Candidato                  | Risultati 4 luglio 2024 | Risultati 4 luglio 2024 |
| Partito                    | Partito                                           | Candidato                  | Voti                    | %                       |
| -------------------------- | ------------------------------------------------- | -------------------------- | ----------------------- | ----------------------- |
|                            | Laburista                                         | John Slinger               | 19 533                  | 39,86                   |
|                            | Conservatore                                      | Yousef Dahmash             | 15 105                  | 30,82                   |
|                            | Reform UK                                         | Devenne Kedward            | 8 225                   | 16,78                   |
|                            | Lib Dem                                           | Richard Dickson            | 3 252                   | 6,64                    |
|                            | Verdi                                             | Becca Stevenson            | 2 556                   | 5,22                    |
|                            | Indipendente                                      | Mark Townsend              | 215                     | 0,44                    |
|                            | Indipendente                                      | Anand Swayamprakasam       | 118                     | 0,24                    |
|                            |                                                   |                            |                         |                         |
| Iscritti                   | Iscritti                                          | Iscritti                   | 74 901                  | 100,00                  |
| ↳ Votanti (% su iscritti)  | ↳ Votanti (% su iscritti)                         | ↳ Votanti (% su iscritti)  | 49 004                  | 65,43                   |
| ↳ Astenuti (% su iscritti) | ↳ Astenuti (% su iscritti)                        | ↳ Astenuti (% su iscritti) | 25 897                  | 34,57                   |
|                            |                                                   |                            |                         |                         |
|                            | Esito: collegio passa da Conservatore a Laburista |                            |                         |                         |

### Elezioni negli anni 2010
| Partito                    | Partito                                   | Candidato                  | Risultati 12 dicembre 2019 | Risultati 12 dicembre 2019 |
| Partito                    | Partito                                   | Candidato                  | Voti                       | %                          |
| -------------------------- | ----------------------------------------- | -------------------------- | -------------------------- | -------------------------- |
|                            | Conservatore                              | Mark Pawsey                | 29 255                     | 57,57                      |
|                            | Laburista                                 | Debbie Bannagan            | 15 808                     | 31,11                      |
|                            | Lib Dem                                   | Rana Das-Gupta             | 4 207                      | 8,28                       |
|                            | Verdi                                     | Rebecca Stevenson          | 1 544                      | 3,04                       |
|                            |                                           |                            |                            |                            |
| Iscritti                   | Iscritti                                  | Iscritti                   | 72 340                     | 100,00                     |
| ↳ Votanti (% su iscritti)  | ↳ Votanti (% su iscritti)                 | ↳ Votanti (% su iscritti)  | 50 814                     | 70,24                      |
| ↳ Astenuti (% su iscritti) | ↳ Astenuti (% su iscritti)                | ↳ Astenuti (% su iscritti) | 21 526                     | 29,76                      |
|                            |                                           |                            |                            |                            |
|                            | Esito: collegio confermato a Conservatore |                            |                            |                            |

| Partito                    | Partito                                   | Candidato                  | Risultati 8 giugno 2017 | Risultati 8 giugno 2017 |
| Partito                    | Partito                                   | Candidato                  | Voti                    | %                       |
| -------------------------- | ----------------------------------------- | -------------------------- | ----------------------- | ----------------------- |
|                            | Conservatore                              | Mark Pawsey                | 27 872                  | 54,29                   |
|                            | Laburista                                 | Claire Edwards             | 19 660                  | 38,30                   |
|                            | Lib Dem                                   | Jerry Roodhouse            | 2 851                   | 5,55                    |
|                            | Verdi                                     | Graham Bliss               | 953                     | 1,86                    |
|                            |                                           |                            |                         |                         |
| Iscritti                   | Iscritti                                  | Iscritti                   | 72 202                  | 100,00                  |
| ↳ Votanti (% su iscritti)  | ↳ Votanti (% su iscritti)                 | ↳ Votanti (% su iscritti)  | 51 336                  | 71,10                   |
| ↳ Astenuti (% su iscritti) | ↳ Astenuti (% su iscritti)                | ↳ Astenuti (% su iscritti) | 20 866                  | 28,90                   |
|                            |                                           |                            |                         |                         |
|                            | Esito: collegio confermato a Conservatore |                            |                         |                         |

| Partito                    | Partito                                   | Candidato                  | Risultati 7 maggio 2015 | Risultati 7 maggio 2015 |
| Partito                    | Partito                                   | Candidato                  | Voti                    | %                       |
| -------------------------- | ----------------------------------------- | -------------------------- | ----------------------- | ----------------------- |
|                            | Conservatore                              | Mark Pawsey                | 24 040                  | 49,06                   |
|                            | Laburista                                 | Claire Edwards             | 13 695                  | 27,95                   |
|                            | UKIP                                      | Gordon Davies              | 6 855                   | 13,99                   |
|                            | Lib Dem                                   | Ed Goncalves               | 2 776                   | 5,66                    |
|                            | Verdi                                     | Terry White                | 1 415                   | 2,89                    |
|                            | TUSC                                      | Peter McLaren              | 225                     | 0,46                    |
|                            |                                           |                            |                         |                         |
| Iscritti                   | Iscritti                                  | Iscritti                   | 69 908                  | 100,00                  |
| ↳ Votanti (% su iscritti)  | ↳ Votanti (% su iscritti)                 | ↳ Votanti (% su iscritti)  | 49 006                  | 70,10                   |
| ↳ Astenuti (% su iscritti) | ↳ Astenuti (% su iscritti)                | ↳ Astenuti (% su iscritti) | 20 902                  | 29,90                   |
|                            |                                           |                            |                         |                         |
|                            | Esito: collegio confermato a Conservatore |                            |                         |                         |

| Partito                    | Partito                                         | Candidato                  | Risultati 6 maggio 2010 | Risultati 6 maggio 2010 |
| Partito                    | Partito                                         | Candidato                  | Voti                    | %                       |
| -------------------------- | ----------------------------------------------- | -------------------------- | ----------------------- | ----------------------- |
|                            | Conservatore                                    | Mark Pawsey                | 20 901                  | 44,03                   |
|                            | Laburista                                       | Andy King                  | 14 901                  | 31,39                   |
|                            | Lib Dem                                         | Jerry Roodhouse            | 9 434                   | 19,87                   |
|                            | BNP                                             | Mark Badrick               | 1 375                   | 2,90                    |
|                            | Verdi                                           | Roy Sandison               | 451                     | 0,95                    |
|                            | UKIP                                            | Barry Milford              | 406                     | 0,86                    |
|                            |                                                 |                            |                         |                         |
| Iscritti                   | Iscritti                                        | Iscritti                   | 68 894                  | 100,00                  |
| ↳ Votanti (% su iscritti)  | ↳ Votanti (% su iscritti)                       | ↳ Votanti (% su iscritti)  | 47 468                  | 68,90                   |
| ↳ Astenuti (% su iscritti) | ↳ Astenuti (% su iscritti)                      | ↳ Astenuti (% su iscritti) | 21 426                  | 31,10                   |
|                            |                                                 |                            |                         |                         |
|                            | Esito: collegio a Conservatore (nuovo collegio) |                            |                         |                         |

## Risultati dei referendum

### Referendum sulla permanenza del Regno Unito nell'Unione europea del 2016
|             | Collegio | Lasciare UE % | Rimanere in UE % |
| ----------- | -------- | ------------- | ---------------- |
|             | Rugby    | 58,3%         | 41,7%            |
| Inghilterra | 53,3%    | 46,7%         |                  |
| Regno Unito | 51,9%    | 48,1%         |                  |